# صدف سیاه اردکی
صدف سیاه اردکی(نام علمی: Anodonta anatina) نام یک گونه از سرده بی‌دندانگان است.